# Karneia
A Karneia a Peloponnészosz-félszigeten élt dórok nemzeti ünnepe, melyet a nyájvédő Apollón (Apollón Karneiosz) tiszteletére minden évben megrendeztek Karneiosz havában, azaz a mai július–augusztus hónapokban. Az ünnepek teliholdkor fejeződtek be. Spártában az ünnepségek kilenc napig tartottak, s olyan nagy jelentőséget tulajdonítottak neki, hogy a legenda szerint i. e. 490-ben Spárta emiatt nem segített Athénnek a perzsák elleni háborúban, ugyanis az ünnepek alatt nem viselhettek háborút és így késve érkeztek a marathóni csata helyszínére. Az ünnep keretében futóversenyt, majd az i. e. 7. századtól zenei versenyt is tartottak, s Terpandrosz volt az első ismert győztes az utóbbin i. e. 676-ban mint kitharaművész.